# Argueil
 Argueil  es una comuna y población de Francia, en la región de Alta Normandía, departamento de Sena Marítimo, en el distrito de Dieppe. Es el chef-lieu del cantón de su nombre.
Está integrada en la Communauté de communes des Monts de l'Andelle.
Entre el 1 de enero de 1975 y el 1 de enero de 1980 incluyó la comuna de Fry, llamándose Argueil-Fry.

## Demografía
| 431 | 356 | 366 | 389 | 374 | 395 | 379 | 366 |
| Para los censos de 1962 a 1999 la población legal corresponde a la población sin duplicidades (Fuente: INSEE [Consultar]) |     |     |     |     |     |     |     |

- Datos: Q624933
- Multimedia: Argueil / Q624933

1. ↑  Worldpostalcodes.org, código postal n.º 76780.
2. ↑  INSEE, Datos de población para el año 2012 de Argueil (en francés).